# Think Later
Think Later – drugi album studyjny kanadyjskiej piosenkarki Tate McRae, wydany 8 grudnia 2023 roku przez RCA Records. Współproducentem wykonawczym był Ryan Tedder, a promowano go poprzez wydanie dwóch singli i jednego promocyjnego. Główny singiel „Greedy” został wydany 15 września 2023 roku, po nim „Exes” 17 listopada 2023 roku, a singiel promocyjny „Run for the Hills” 8 grudnia 2023 roku. Tate McRae wyruszyła w trasę po Europie, Ameryce Północnej i Oceanii w 2024 roku, aby promować album. Album znalazł się w pierwszej dziesiątce w Kanadzie, Australii, Nowej Zelandii, Belgii, Norwegii, Wielkiej Brytanii, Irlandii, Holandii, Szwajcarii, Szwecji, Danii i na liście Billboard 200 w USA.

## Tło
Tate McRae nazwała doświadczenie pisania albumu „jednym z najbardziej stresujących, ekscytujących, nerwowych i zabawnych rzeczy, przez które [kiedy] przeszła”, mówiąc, że przeżyła ostatni rok „trochę mniej [swoją] głową, a trochę bardziej [swoją] intuicją” i ma nadzieję, że słuchacze będą mogli „poczuć to poprzez muzykę”. W komunikacie prasowym wyrażono, że eksploruje on „zbyt bliskie uczucia zakochania i przyjmowania surowych emocji, których doświadczasz w wyniku kierowania się intuicją i sercem”.

## Promocja
Pierwszy singiel „Greedy” został wydany 15 września 2023 roku, stając się pierwszą piosenką Tate McRae w pierwszej dziesiątce listy Billboard Hot 100. Wraz z ogłoszeniem albumu 6 listopada 2023 roku Tate McRae szczegółowo opisała 53-dniową trasę koncertową Think Later World Tour promującą album, która od kwietnia do listopada 2024 roku odwiedzi Europę, Amerykę Północną i Oceanię. 26 października Tate McRae po raz pierwszy wykonała „Greedy” w telewizji w programie Jimmy Kimmel Live!. Drugi singiel „Exes” został wydany 17 listopada. 18 listopada wykonała „Greedy” i utwór „Grave” w programie Saturday Night Live. 19 listopada wykonała „Greedy” na Billboard Music Awards. Wykonała „Greedy” i „Exes” 9 grudnia na O2 Arena na Jingle Bell Ball. 8 grudnia Tate McRae wydała „Run For The Hills” jako singiel promocyjny, wraz z oficjalnym teledyskiem. 12 grudnia Tate McRae wykonała „Greedy” i „Exes” w Today i wykonała „Exes” w The Tonight Show Starring Jimmy Fallon.

## Krytyczne przyjęcie
| Oceny łączne         | Oceny łączne |
| Publikacja           | Ocena        |
| -------------------- | ------------ |
| Album of the Year    | 68/100       |
| AnyDecentMusic?      | 6.5/10       |
| Metacritic           | 70/100       |
| Recenzje             |              |
| Publikacja           | Ocena        |
| AllMusic             | [ 16 ]       |
| Clash                | 7/10         |
| DIY                  | [ 18 ]       |
| Financial Times      | [ 19 ]       |
| The Guardian         | [ 20 ]       |
| Irish Examiner       | [ 21 ]       |
| The Irish Times      | [ 22 ]       |
| laut.de              | [ 23 ]       |
| The Line of Best Fit | 6/10         |
| NME                  | [ 25 ]       |
| The Observer         | [ 26 ]       |
| Pitchfork            | 5.9/10       |
| The Telegraph        | [ 28 ]       |

Think Later otrzymał ocenę 70 na 100 w agregatorze recenzji Metacritic na podstawie 10 recenzji krytyków, co wskazuje na „ogólnie pozytywne” przyjęcie. Neil McCormick z The Telegraph stwierdził, że „mieszanka trap grooves i syntezatorowych ballad jest idealna na czasie, brakuje jej śmiałości prawdziwie oryginalnego talentu. Jednak jest coś pociągającego w słodkich melodiach i kwaśnym nastawieniu piosenkarki, która brzmi, jakby faktycznie zaczynała się dobrze bawić”. Sophie Williams z NME wyraziła opinię, że album jest „w pewnym sensie niezwykły ze względu na ewolucję w sposobie przekazu i nastawieniu Tate McRae”, ponieważ „nadal pozycjonuje [ją] jako o wiele bardziej wszechstronną perspektywę”.
Michael Cragg z The Observer napisał, że album „wydaje się idealnym środkiem do powszechnego użytku”, ponieważ „piosenki takie jak „Exes” i wstrząsający tytułowy utwór kontynuują trasę pop-R&B „Greedy”, melodyjną kieszeń, która pasuje do szybkiego tempa Tate McRae”. Otis Robinson z DIY uważał, że album „nie zbliża się do ponownego wynalezienia koła (lub popu), ale zanurza się w popowym maksymalizmie pełnym paliwa, energii i nowoczesności”. Robin Murray z magazynu Clash ocenił, że jest tak, jakby „dzięki współpracy nauczyła się odkrywać swój własny głos, słuchając innych ludzi. Zwięzła 14-ścieżkowa demonstracja jej namacalnych umiejętności, Think Later prezentuje Tate McRae w pełnym 360 stopniach”.
Alexis Petridis z The Guardian napisał, że „teksty trzymają się [...] złych chłopaków, trzaskania drzwiami sypialni i dramatu grupy przyjaciół” i wyróżnił „Greedy”, „Stay Done” i „Hurt My Feelings”, ale skomentował, że są „otoczone nadmiarem piosenek, które, choć dobrze zrobione, mają melodie, które zawsze zmierzają tam, gdzie się spodziewasz – lub starają się za bardzo”. Petridis stwierdził, że McRae „pasuje do wielu obecnie popularnych pudełek, nie uciekając od nich”. Ed Power z Irish Examiner nazwał Think Later „solidnym albumem. Łatwo jednak wyobrazić sobie ostrzejszą produkcję wydobywającą mrok kłębiący się pod utworami takimi jak „Cut My Hair” i „Greedy””. Arwa Haider z Financial Times uważa, że „w pewnych momentach wydaje się, że próbuje różnych ról pod względem wielkości (kusicielka; zraniony kochanek; wróg), ale nie ma wątpliwości co do wszechstronności Tate McRae i zawsze jest angażującą artystką”.
Recenzując album dla Pitchforka Jaeden Pinder opisał go jako „pełen jednorodnych trap-popowych ballad poświęconych jednowymiarowej introspekcji” i zauważył, że „wydaje się anonimowy: tkwi w romantyzowaniu negatywów w próbie udowodnienia swojej powagi jako piosenkarki. Jej muzyka jest najsilniejsza, gdy wyrzuca ballady do kosza”.

## Sprzedaż
Think Later zadebiutował na czwartym miejscu na liście Billboard 200 w USA, zarabiając 66 000 egzemplarzy równoważnych albumowi w pierwszym tygodniu, z czego 8000 to czysta sprzedaż albumów. To był pierwszy album Tate McRae w pierwszej dziesiątce w Stanach Zjednoczonych. W ojczyźnie Tate McRae, Kanadzie, album zadebiutował na trzecim miejscu, co czyni go drugim albumem Tate McRae w pierwszej trójce w tym kraju.
Album dotarł również do pierwszej piątki w różnych krajach, takich jak Belgia, Nowa Zelandia, Norwegia i Wielka Brytania, gdzie zadebiutował na piątym miejscu na UK Albums Chart. Think Later dotarł również do pierwszej dziesiątki w Holandii, Irlandii i Szwajcarii. Album osiągnął swój najwyższy szczyt w Australii, gdzie zajął drugie miejsce.

## Lista utworów
| Edycja standardowa | Edycja standardowa   | Edycja standardowa                                   | Edycja standardowa                     | Edycja standardowa |
| Nr                 | Tytuł utworu         | Autorzy                                              | Produkcja                              | Długość            |
| ------------------ | -------------------- | ---------------------------------------------------- | -------------------------------------- | ------------------ |
| 1.                 | „Cut My Hair”        | Tate McRae · Ryan Tedder · Amy Allen · Jasper Harris | Tedder · Harris · Grant Boutin         | 2:55               |
| 2.                 | „Greedy”             | McRae · Tedder · Allen · Harris                      | Tedder · Harris · Boutin               | 2:12               |
| 3.                 | „Run for the Hills”  | McRae · Tedder · Allen · Harris · Boutin             | Tedder · Harris · Boutin               | 2:23               |
| 4.                 | „Hurt My Feelings”   | McRae · Tedder · Allen · Harris · Boutin             | Tedder · Harris · Boutin               | 2:02               |
| 5.                 | „Grave”              | McRae · Brittany Amaradio · Ido Zmishlany            | Myles Avery · Luka Kloser · Zmishlany  | 3:14               |
| 6.                 | „Stay Done”          | McRae · Tedder · Allen                               | Tedder · Andrew DeRoberts              | 2:51               |
| 7.                 | „Exes”               | McRae · Tedder · Tyler Spry                          | Tedder · Spry                          | 2:39               |
| 8.                 | „We're Not Alike”    | McRae · Amaradio · Rob Bisel                         | Bisel                                  | 3:00               |
| 9.                 | „Calgary”            | McRae · Zmishlany                                    | Thomas LaRosa · Zmishlany              | 2:20               |
| 10.                | „Messier”            | McRae · LaRosa · Skyler Stonestreet                  | LaRosa                                 | 3:57               |
| 11.                | „Think Later”        | McRae · Tedder · Allen · Harris                      | Tedder · Harris · Boutin · Spry        | 2:13               |
| 12.                | „Guilty Conscience”  | McRae · Tedder · Ilya · Savan Kotecha · Allen        | Tedder · Ilya · Avery · Kloser         | 2:32               |
| 13.                | „Want That Too”      | McRae · Tedder · Allen · Harris · Spry               | Tedder · Harris · Harry Charles · Spry | 3:10               |
| 14.                | „Plastic Palm Trees” | McRae · Greg Kurstin · Sarah Aarons                  | Kurstin · Spry                         | 2:52               |
|                    |                      |                                                      |                                        | 38:20              |